# Alfred Volkland
Alfred Volkland (Braunschweig (Baixa Saxònia), 10 d'abril, 1841 - Basilea (Suïssa), 7 de juliol, 1905), fou un compositor i director d'orquestra alemany del romanticisme.
Alumne del Conservatori de Leipzig, fou des de 1867 mestre de capella de la cort de Sonderhausen, passant després a Leipzig como a director de la Societat Euterpe. Amb unió de Spitta (1841-1894) i Franz von Holstein (1826-1878) fundà la Bach-Verein.
A partir de 1875 s'establí a Basilea com a director d'orquestra i de masses corals, adquirint un gran renom en ambdós aspectes. El 1889 la Universitat de Basilea el nomenà doctor honoris causa en la Facultat de Filosofia, per la gran participació que hagué de fer en el desenvolupament de la cultura musical d'aquella ciutat.